# Горно Мелничани
Горно Мелничани (на македонска литературна норма: Горно Мелничани; на албански: Melniçani i Epërm) е село в Северна Македония, в Община Вапа (Център Жупа).

## География
Селото е разположено в областта Мала река в северните склонове на планината Стогово.

## История
В XIX век Горно Мелничани е българско село в Реканска каза на Османската империя. Църквата „Св. св. Безсребреници Козма и Дамян“ („Свети Врач“) е от XIX век. В „Етнография на вилаетите Адрианопол, Монастир и Салоника“, издадена в Константинопол в 1878 година и отразяваща статистиката на населението от 1873 година, Горно Мелниче (Melnitché gorno) е посочено като село с 30 домакинства, като жителите му са 96 българи.
Според статистиката на Васил Кънчов („Македония. Етнография и статистика“) в 1900 Горно Мелничани има 275 жители българи християни.
На Етнографската карта на Битолския вилает на Картографския институт в София от 1901 година Горно Мелничане е чисто българско село в Реканската каза на Дебърския санджак с 40 къщи.
Според митрополит Поликарп Дебърски и Велешки в 1904 година в Горне Мелничани има 16 сръбски къщи. По данни на секретаря на Българската екзархия Димитър Мишев („La Macédoine et sa Population Chrétienne“) в 1905 година в Горно Мелничани има 320 българи екзархисти и в селото функционира българско училище.
Към 1911 година в селото има 39 български и 12 сърбомански къщи, като църквата е в ръцете на екзархистите. Според статистика на вестник „Дебърски глас“ в 1911 година в Долно Мелничани има 21 български екзархийски и 19 патриаршистки къщи (7 от 1905, 12 от 1910 г.). В селото работи сръбско училище с 1 учител и 12 ученици.
При избухването на Балканската война в 1912 година 15 души от Горно Мелничани са доброволци в Македоно-одринското опълчение. След Междусъюзническата война в 1913 година селото остава в Сърбия.
В 1915 година, по време на Първата световна война, селото е анексирано от Царство България. Към 1 март 1916 година Горно Мелничане е част от Раичката община на българската Дебърска околия.
Според преброяването от 2002 година селото е без жители.